# Naturhistoriska museet, Helsingfors
Naturhistoriska museet (tidigare Zoologiska museet) är ett museum i Främre Tölö i Helsingfors, beläget på Norra Järnvägsgatan 13. Det är en del av Luomus, Helsingfors universitets naturhistoriska centralmuseum. Byggnaden invigdes 1913 och fungerade som skola, Alexandersgymnasiet, 1913–1917, Kadettskola 1919–1923, zoologiskt museum 1923–1995 och är naturhistoriskt museum sedan 1996.

## Byggnaden
Museet i nybarock är en tidigare skolbyggnad, som ritades av Lev Petrovitj Sjisjko (1872-1943), i samarbete med utbildningsrådet V.V. Belevitj, och invigdes 1913. Skolan byggdes för Alexandersgymnasiet, en skola för ryska gossar, grundad 1870, som blivit alltför trångbodda i sina tidigare lokaler på Henriksgatan, nuvarande Mannerheimvägen. Den planerades med föresatsen att den  eventuellt i ett senare skede skulle härbärgera ett ryskspråkigt universitet.
Byggnaden består av två flyglar. Huvudflygeln som har ett torn och fyra våningsplan vetter mot Norra Järnvägsgatan och Arkadiagatan. Huvudflygeln inrymde skoldirektörens och inspektörens tjänstebostäder och en aula med en höjd om två våningsplan. Den långa sidoflygeln vid Nervandersgatan med tre våningsplan inrymde klassrummen och en ortodox kyrkosal. De yngsta eleverna höll till längst ner i huset och de äldsta högst upp.
Efter självständigheten övertog Finska staten Rysslands fastighetsbestånd på finsk mark, däribland Alexandersgymnasiet. Helsingfors jägarbrigad flyttade in i huset 1917, och i slutet av Finska inbördeskriget fungerade huset som de vitas krigssjukhus. Det visade sig emellertid att finska staten övertagit byggnaden på felaktiga premisser. Byggnaden hade nämligen inte tillhört den ryska staten, utan hade varit en privatägd skola. Efter inbördeskriget överlämnades byggnaden därför till Alexandersgymnasiets ledning. Då gymnasiets verksamhet upphört, sålde ledningen byggnaden till finska staten. Finlands kadettskola som grundats samma år flyttade in i byggnaden 1919.
Under de första decenniet efter självständigheten byggde man om (exempel: Sveaborgs kyrka) eller rev (exempel: Fredens kapell på Skatudden) flera hus byggda i rysk stil. Alexandersgymnasiets byggnadsstil betraktades dock som tämligen neutral, varför inga större ändringar ansågs nödvändiga. Det enda som gjordes var att man tog bort den kejserliga kronan och det kejserliga monogrammet från husets huvudfasad och täckte över väggmålningarna i den ortodoxa kyrkosalen.

## Museet
Kadettskolan flyttade 1923 till Munksnäs, varefter Helsingfors universitets zoologiska institut och zoologiska museum flyttade in i byggnaden 1923–1924. Byggnaden döptes om till Naturhistoriska museet på 1990-talet, och universitetets zoologiska institut flyttade till Vik i början av 2000-talet.
Fram till 2005 omfattade museet byggnadens huvudflygel och endast en del av sidoflygeln, som i övrigt disponerades av zoologiska institutet. Byggnaden totalrenoverades 2005–2008. 
Framför museet står en älgstaty skapad av skulptören Jussi Mäntynen. En uppstoppad afrikansk elefant dominerar entréhallen.  Museet har ett kafé och en museibutik.

## Bildgalleri

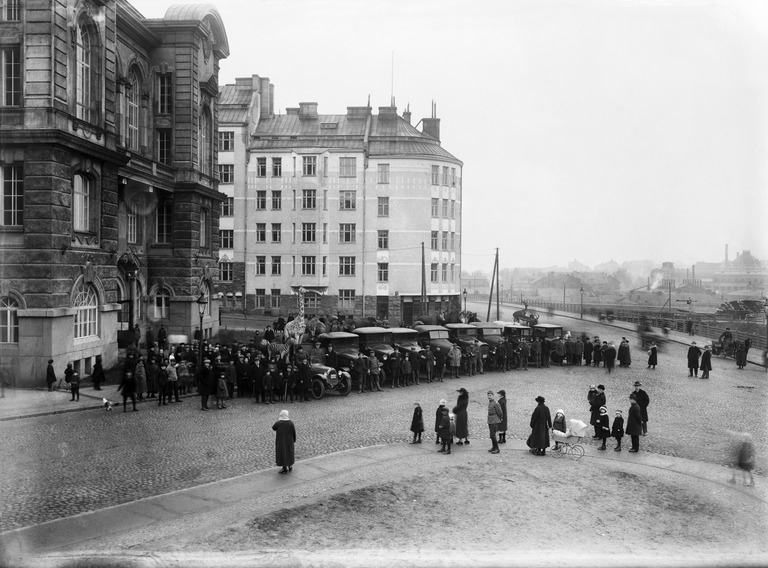
Flyttning av Helsingfors universitets zoologiska kollektion till museet. Foto: Eric Sundström, 1923.
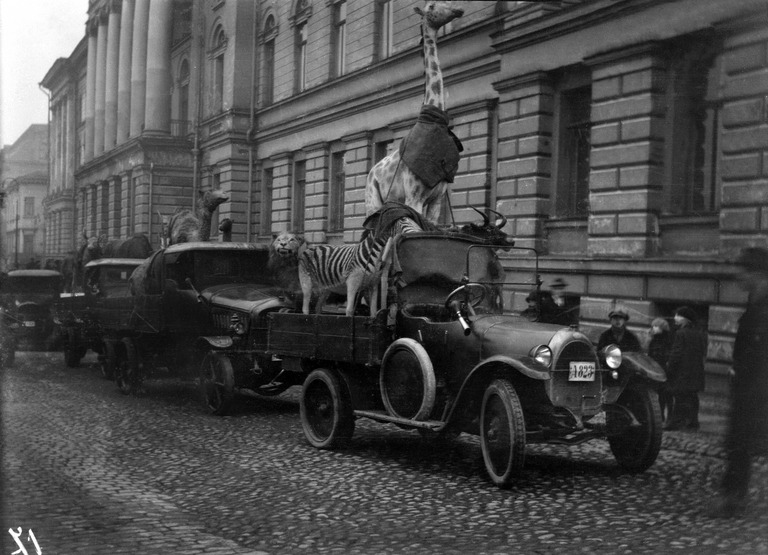
Flyttning av Helsingfors universitets zoologiska kollektion till museet. Foto: Ivan Timiriasew, 1923.
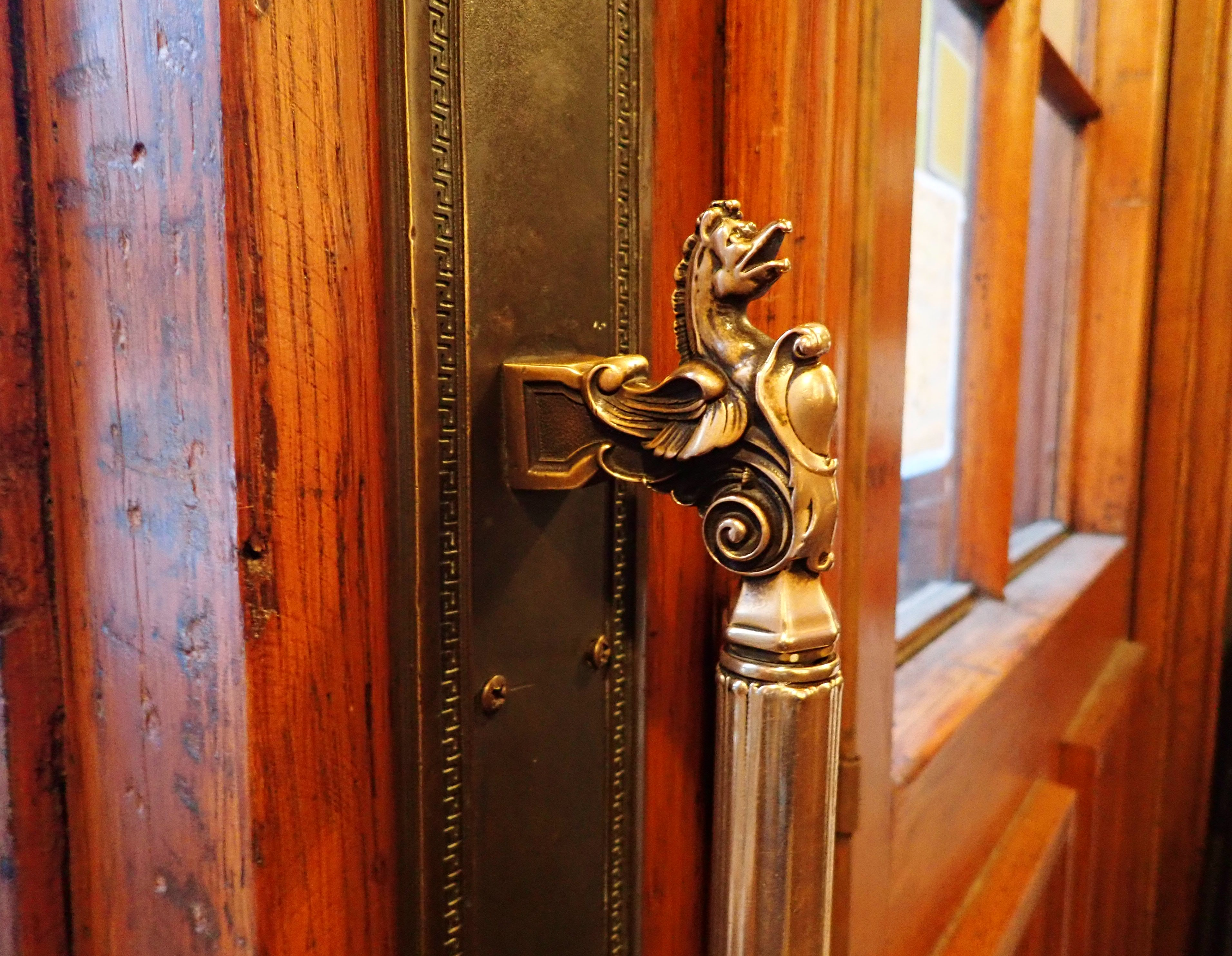
Dörrhandtag
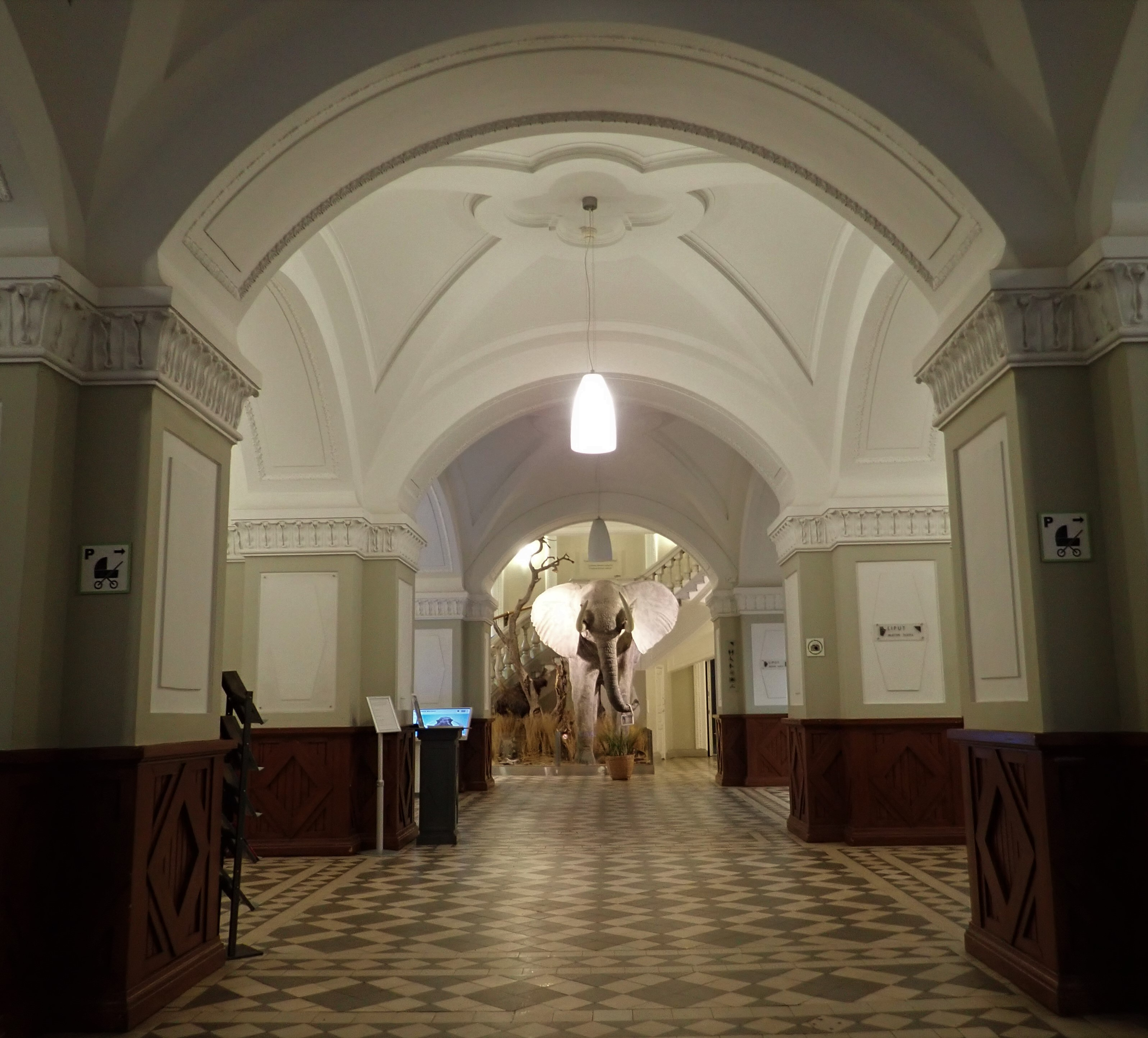
Entréhallen med en afrikansk elefant i fonden
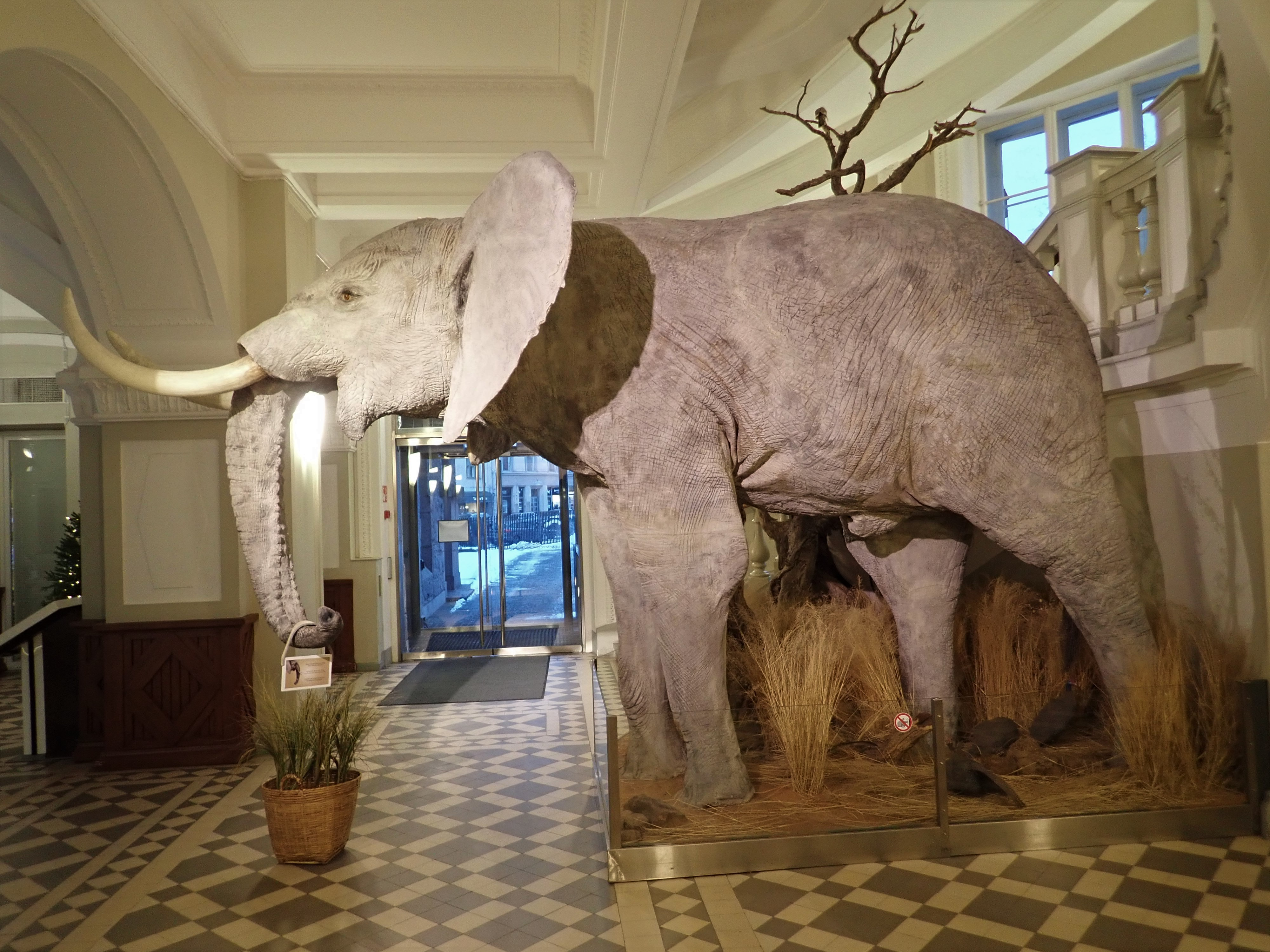
Afrikansk elefant i entréhallen
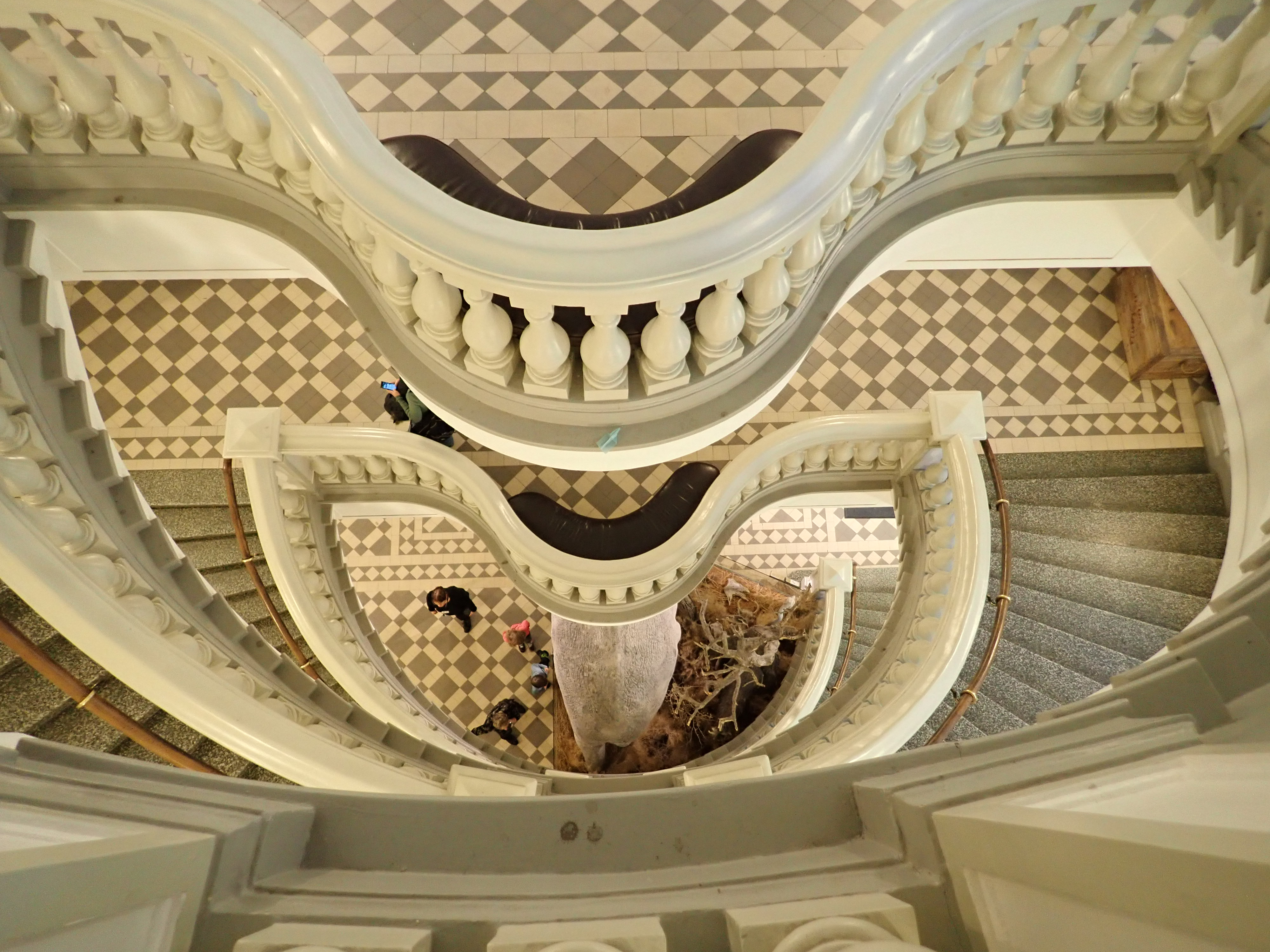
Trapphuset
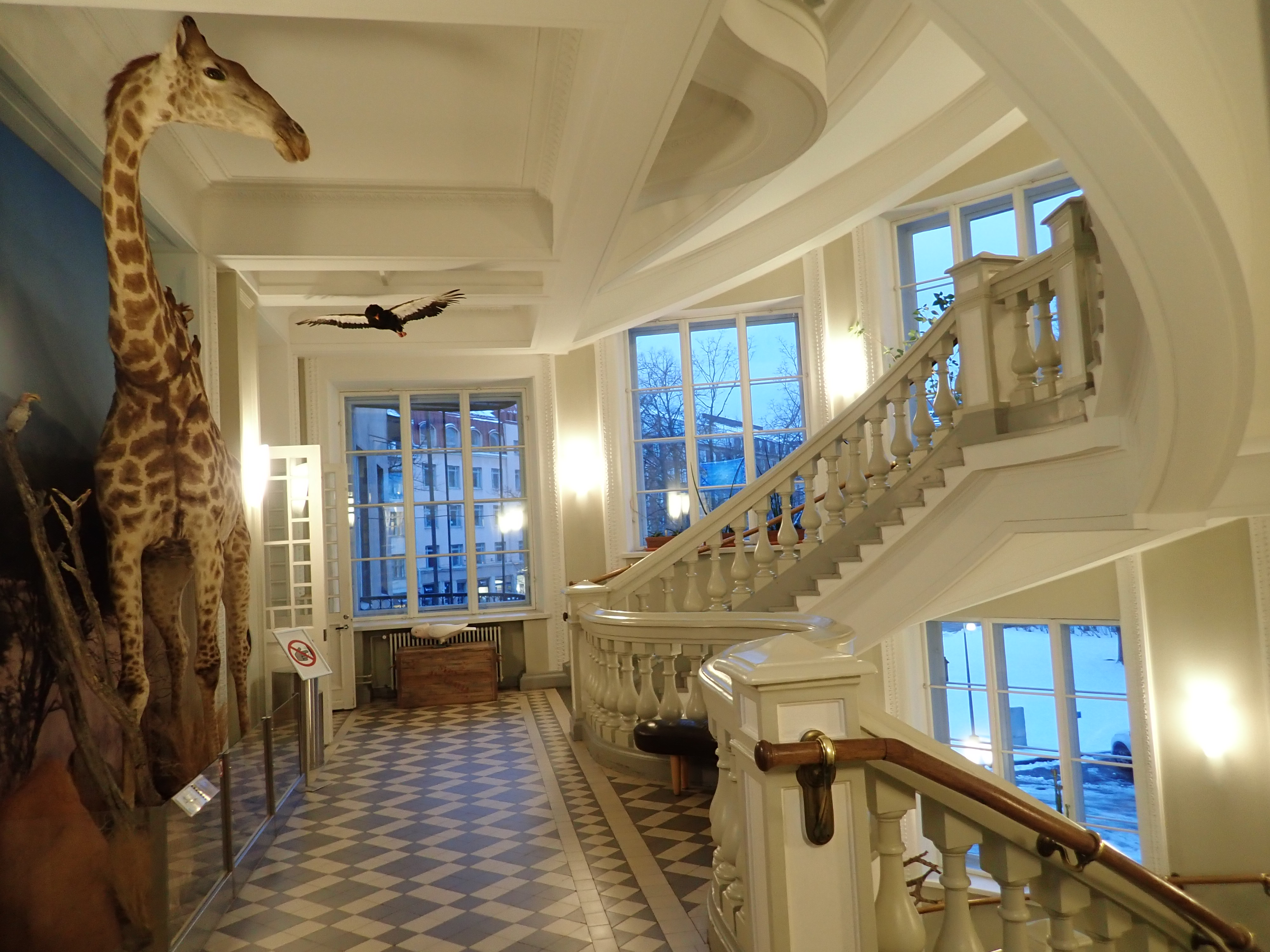
Giraff i trapphuset
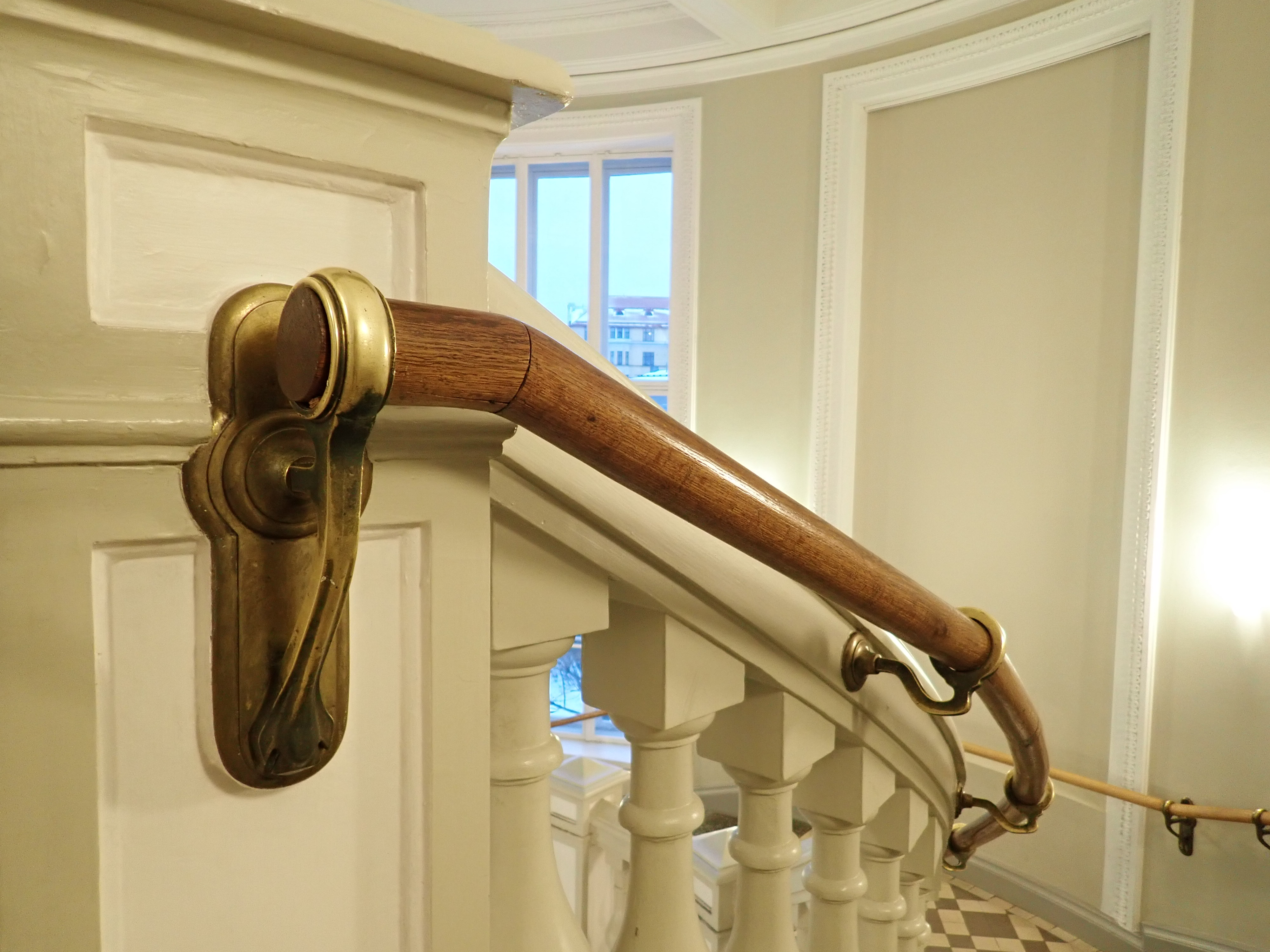
Ledstången med fäste i jugendstil
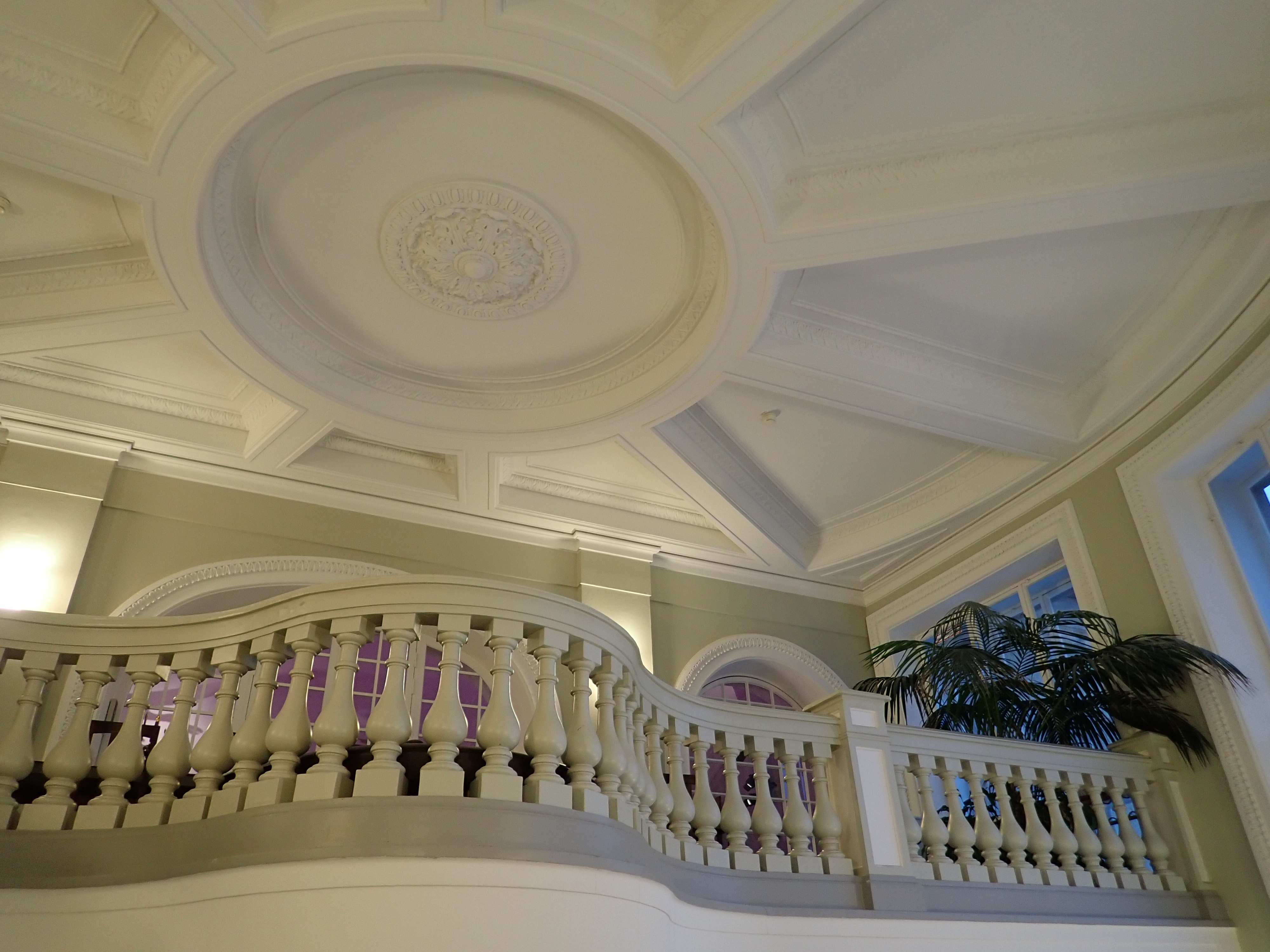
Trapphuset högst upp i huvudflygeln
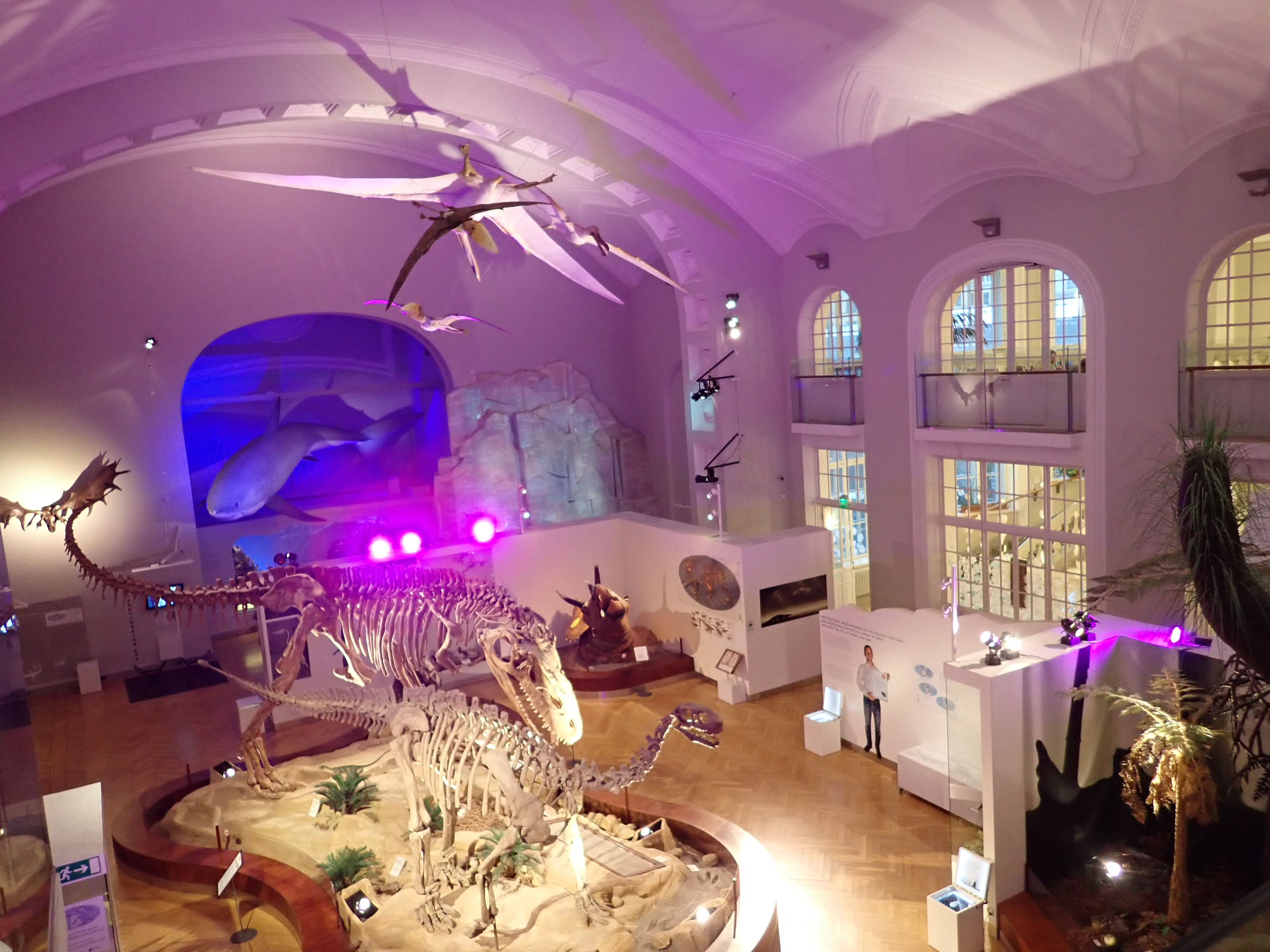
Dinosaurieskelett i rummet som ursprungligen var Alexandersgymnasiets aula
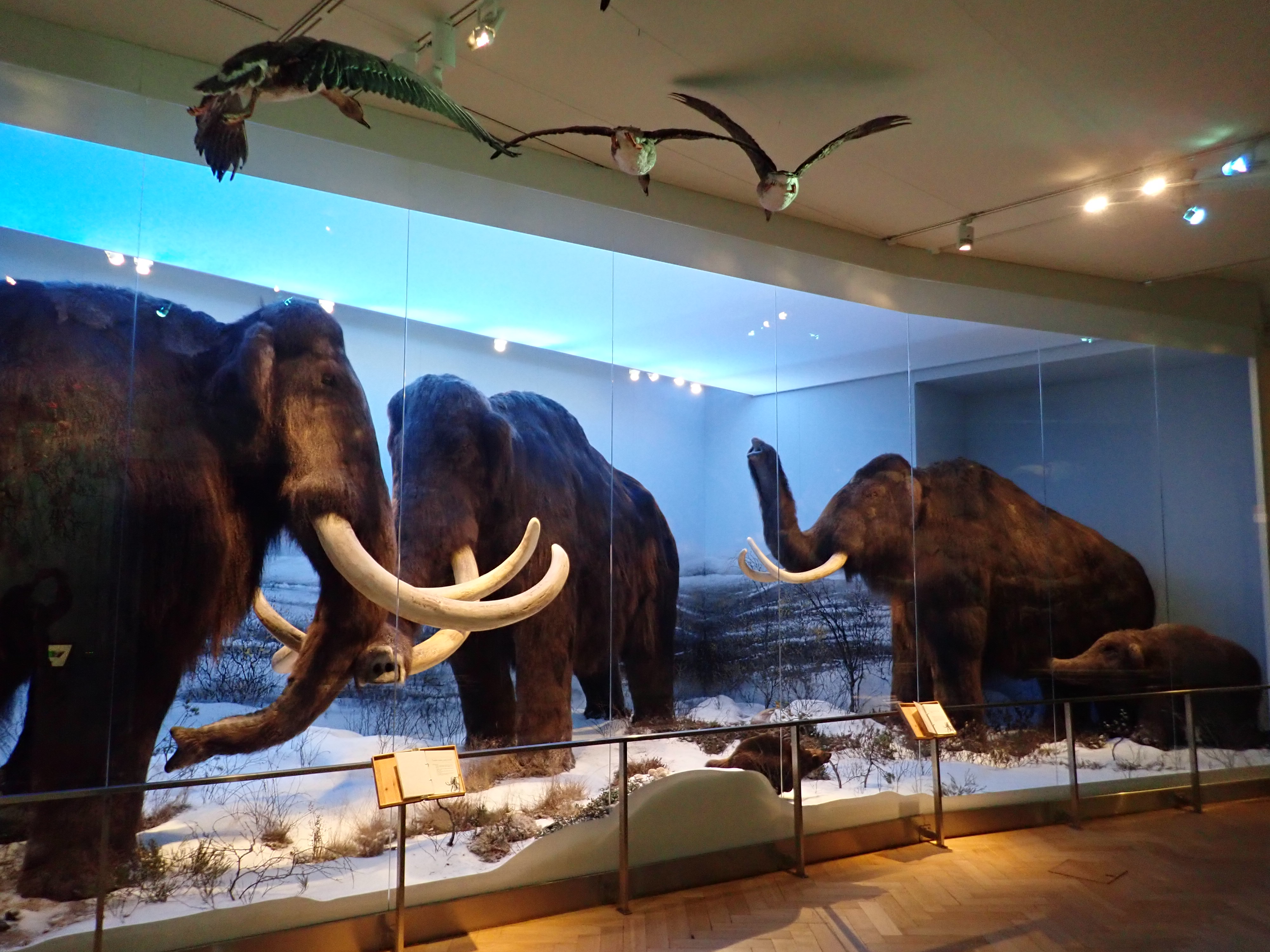
Mammutar